# Signy-Montlibert
Signy-Montlibert è un comune francese di 81 abitanti situato nel dipartimento delle Ardenne nella regione del Grand Est.

## Società

### Evoluzione demografica
Abitanti censiti